# Sven Israelsson
Sven Israelsson, Dala-Järna, född 17 januari 1920, död 9 oktober 1989, var en svensk idrottsman som främst utövade nordisk kombination, där han bland annat tog bronsmedalj vid de Olympiska vinterspelen 1948 i Sankt Moritz i Schweiz. Han vann den nordiska kombinationen i Holmenkollen 1947.